# Galicia (revue cubaine)

Galicia est un  hebdomadaire illustré publié à La Havane (Cuba) entre 1902 et 1930, son premier sous-titre était Revista semanal ilustrada (Revue hebdomadaire illustrée). C'est une revue phare de la diaspora galicienne fondée par Vicente López Vega originaire de Moeche en Galice. L'intérêt historique de cette publication tient non seulement au contenu lié à la culture galicienne, mais aussi au rôle qu'elle a joué dans l'histoire de la Galice, et à la qualité de certains de ses journalistes, tels Manuel Curros Enríquez. Le Centro Ramón  Piñeiro, institut de recherches galicien, en édite des fac-similés grâce à la collaboration avec des organismes cubains (Instituto de Literatura e Lingüística da Habana et Biblioteca Nacional José Martí).